# Суни, Лев Вальтерович
Лев (Лео) Вальтерович Суни (29 октября 1932, Тярлево — 3 марта 2022) — советский и российский историк, доктор исторических наук, профессор Петрозаводского университета, специалист по истории Финляндии, российско-финляндских отношений и истории финского населения России.

## Биография
Сын Вальтера Эмильевича Суни и Марии Матвеевны Суни-Митрофановой (Леппенен).
В 1956 году окончил Карело-Финский государственный университет (ученик И. И. Кяйвяряйнена). Учился в аспирантуре Тартуского университета.
В 1963 году защитил кандидатскую диссертацию на тему «Финляндско-русские торговые отношения во второй половине XIX века (1858—1885)». Работал в Институте языка, литературы и истории Карельского филиала АН СССР.
В 1982 году защитил докторскую диссертацию «Общественно-политическое развитие Финляндии в 50-70-е годы XIX в.».
Суни — автор четырёх монографий, нескольких разделов в коллективных трудах, вышедших в России и в Финляндии, более 130 статей (всего более 160 работ). С 1972 по 1990 год был членом редколлегии «Скандинавского сборника» (Эстония). В 1993 году являлся координатором международного проекта Академии Финляндии и Российской Академии наук «Региональные исследования в области истории».
В 1992 году благодаря усилиям Льва Вальтеровича была открыта уникальная для России специализация по истории Финляндии и Скандинавских стран. В том же году основал и до 1998 года руководил Лабораторией по проблемам Скандинавских стран и Финляндии. В 2010 году под руководством Суни была открыта магистерская программа «История стран Северной Европы».

## Почётные звания
- 1982 год — Заслуженный деятель науки Карельской АССР;
- 1989 год — Член-корреспондент Финского Исторического общества (Финляндия);
- 1992 год — Зарубежный член Общества Калевалы (Финляндия);
- 1998 год — Лауреат года Республики Карелия;
- 2000 год — Почетный работник высшего профессионального образования РФ.
- 2019 год — Почетный доктор Университета Восточной Финляндии.

## Награды
- 1991 год — Почетная грамота Президиума Верховного Совета РСФСР;
- 1991 год — Почетная грамота госкомитета РСФСР по делам высшей школы;
- 1999 год — Диплом Ингерманландского общества (Швеция);
- 1999 год — Рыцарский орден Льва Финляндии I класса;
- 2003 год — Орден Дружбы[9];
- 2011 год — Орден Почета.